# بول عرب
بول عرب (به انگلیسی: Bull Arab)، نام یکی از نژادهای سگ است که خاستگاه آن به استرالیا بازمی‌گردد.